# Chrysopa pucayensis
Chrysopa pucayensis är en insektsart som beskrevs av Navás 1929. Chrysopa pucayensis ingår i släktet Chrysopa och familjen guldögonsländor. Inga underarter finns listade i Catalogue of Life.